# أبو رماد
قرية أبو رماد هي إحدى القرى التابعة لمدينة حلايب في محافظة البحر الأحمر في جمهورية مصر العربية، حسب إحصاءات سنة 2018، بلغ إجمالي السكان في أبو رماد 4,421 نسمة، منهم 2,279 رجل و 2,143 امرأة.